# Dog Islands

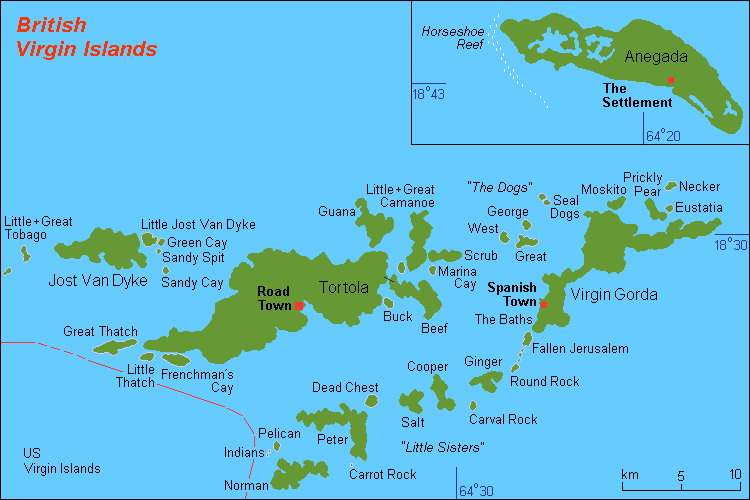
Brittiska Jungfruöarna

Dog Islands (engelska Dog Islands, "Hundöarna") är en ögrupp bland de Brittiska Jungfruöarna i Västindien som tillhör Storbritannien.

## Geografi
Dog Islands ligger i Karibiska havet ca 10 km nordöst om huvudön Tortola och ca 4 km väster om Virgin Gorda i sundet Sir Frances Drake Channel.
Öarna är av vulkaniskt ursprung och har en areal om sammanlagd ca 0,7 km².
Den obebodda ögruppen består av 5 småöar och omfattar:
- Great Dog Island, huvudön, ca 0,41 km²

- George Dog Island, ca 0,06 km²

- West Dog Island, ca 0,11 km²

- gruppen Seal Dogs ca 3 km nordost om huvudön med

- East Seal Dog, ca 0,01 km² och

- West Seal Dog (även Little Seal Dog), ca 0,02 km²

Nära ögruppen ligger även den lilla ön Cockroach Island.

## Historia
Brittiska Jungfruöarna upptäcktes 1493 av Christofer Columbus under sin andra resa till Nya världen som då döpte hela området till Las Islas Once Mil Virgenes (11.000 jungfruar) efter helgonet St Ursula och hennes jungfruar.
Idag är vattnen kring Dog Islands ett populärt område för dykning.
West Seal Dog är numera en nationalpark förvaltad av "BVI National Parks Trust" (1).